# Форначе (Анкона)
Форначе (итал. Fornace) насеље је у Италији у округу Анкона, региону Марке.
Према процени из 2011. у насељу је живело 283 становника. Насеље се налази на надморској висини од 189 м.